# 脫險求生秘技
《脫險求生秘技》（英語：Worst-Case Scenario），美國探索頻道（Discovery Channel）製作基于同名书籍的生存技能的寫實電視節目，由英國冒險家貝爾·格里爾斯（Bear Grylls）主持，每集他會在不同的自然災難，人為災害，意外事故，以及其他惡劣的情況下如何生存。